# Erbuch
Erbuch ist ein Stadtteil von Erbach im hessischen Odenwaldkreis. Zusammen mit dem Nachbarort Ernsbach bildet er den Erbacher Ortsbezirk Ernsbach-Erbuch.

## Geografie
Das offenes Dorf Erbuch mit loser Häuseranordnung liegt bei doppelseitiger Gehängelage im Buntsandstein-Odenwald, ca. 4 km südöstlich von Erbach. Es ist umgeben von einer Rodungsinsel. Das Gebiet des Stadtteils besteht aus der Gemarkung  Erbuch mit einer Fläche von 367 Hektar. Dort befindet sich das Quellgebiet des Erbucher Bachs, einem der Quellbäche des Erdbachs, der in Michelstadt in die Mümling mündet. 
Die Waldflächen nehmen mit 257 Hektar (1961) fast 70 Prozent der Gemarkung ein. Die Ortslage verstreut sich entlang einiger weniger Straßen zwischen 350 m und 411 m Höhe. Umgeben ist Erbuch von den Nachbarorten Erlenbach im Westen, Dorf-Erbach im Nordwesten, Ernsbach im Norden, Würzberg im Osten sowie Bullau im Süden. Die Höhen zwischen dem Ernsbach im Norden, dem Erbucher Bach im Westen und dem Hollerbrunnenweg im Osten bilden den Nordteil der Gemarkung. Hier liegt, knapp 1000 Meter nördlich der Ortsmitte, der Almenhof. Der niedrigste Punkt der Gemarkung mit rund 275 m Höhe ist am Zusammenfluss von Erbucher Bach und Ernsbach zu finden. Der Südteil der Gemarkung steigt auf bis zur Bullauer Straße, einer Forststraße, die Bullau mit Würzberg verbindet. Hier liegt mit rund 520 m Höhe der höchste Punkt der Gemarkung, noch 700 Meter vom Bullauer Bild entfernt. Der Ort ist über die Kreisstraßen 43 von Erbach (Abzweig von B 47) oder über die K42 von Erbach (Abzweig von B 45) über Erlenbach zu erreichen.

## Geschichte

### Ortsgeschichte
Die älteste erhaltene schriftliche Erwähnung des Ortes stammt von 1095. In erhaltenen Urkunden wurde Erbuch unter den folgenden Bezeichnungen erwähnt (in Klammern das Jahr der Erwähnung): Erichesbuoch (1095), Ertbuc (1113), Erpuch (1321/1438/1553) und Erbuch (1722).
Erbuch gehörte zum Amt Erbach der Grafschaft Erbach, die mit der Mediatisierung 1806 zum Großherzogtum Hessen kam. Ab 1822 gehörte Erbuch zum Landratsbezirk Erbach, ab 1852 zum Kreis Erbach (ab 1939: „Landkreis Erbach“), der – mit leichten Grenzberichtigungen – seit 1972 Odenwaldkreis heißt. Nach Auflösung des Amtes Erbach 1822 nahm die erstinstanzliche Rechtsprechung für Erbuch das Landgericht Michelstadt wahr, ab 1879 das Amtsgericht Michelstadt.
Zum 1. Januar 1968 vereinigten sich die Gemeinden Erbuch und Ernsbach zur Gemeinde Ernsbach-Erbuch. Anlässlich der Gebietsreform in Hessen schloss sich diese Neubildung zum 31. Dezember 1971 freiwillig der Stadt Erbach an. Erbuch bildet gemeinsam mit dem Nachbarort Ernsbach einen Ortsbezirk mit Ortsbeirat und  Ortsvorsteher. Auch die Freiwillige Feuerwehr haben sie gemeinsam.

### Verwaltungsgeschichte im Überblick
Die folgende Liste zeigt die Staaten und Verwaltungseinheiten, denen Erbuch angehört(e):
- vor 1718: Heiliges Römisches Reich, Grafschaft Erbach, Amt Erbach (Zent Erbach)
- ab 1718: Heiliges Römisches Reich, Grafschaft Erbach-Erbach, Anteil an der Grafschaft Erbach, Amt Erbach
- ab 1806: Großherzogtum Hessen (Souveränitätslande),[Anm. 2] Souveränitätslande, Fürstentum Starkenburg, Amt Erbach (Standesherrschaft Erbach)
- ab 1815: Großherzogtum Hessen[Anm. 3] (Souveränitätslande), Provinz Starkenburg, Amt Erbach
- ab 1822: Großherzogtum Hessen, Provinz Starkenburg, Landratsbezirk Erbach[Anm. 4]
- ab 1848: Großherzogtum Hessen, Regierungsbezirk Erbach
- ab 1852: Großherzogtum Hessen, Provinz Starkenburg, Kreis Erbach
- ab 1871: Deutsches Reich,[Anm. 5] Großherzogtum Hessen, Provinz Starkenburg, Kreis Erbach
- ab 1918: Deutsches Reich, Volksstaat Hessen,[Anm. 6] Provinz Starkenburg, Kreis Erbach
- ab 1938: Deutsches Reich, Volksstaat Hessen, Landkreis Erbach[8][Anm. 7]
- ab 1945: Deutsches Reich, Amerikanische Besatzungszone,[Anm. 8] Groß-Hessen, Regierungsbezirk Darmstadt, Landkreis Erbach
- ab 1946: Deutsches Reich, Amerikanische Besatzungszone, Land Hessen, Regierungsbezirk Darmstadt, Landkreis Erbach
- ab 1949: Bundesrepublik Deutschland, Land Hessen, Regierungsbezirk Darmstadt, Landkreis Erbach
- ab 1968: Bundesrepublik Deutschland, Land Hessen, Regierungsbezirk Darmstadt, Landkreis Erbach, Gemeinde Ernsbach-Erbuch
- ab 1972: Bundesrepublik Deutschland, Land Hessen, Odenwaldkreis, Stadt Erbach

## Bevölkerung

### Einwohnerentwicklung
Quelle: Hessischer Ortslexikon
- 1650 wüst und verbrannt
- 1717: 4 wehrfähige Männer
- 1961: 54 evangelische (= 87,10 %), 8 katholische (= 12,90 %) Einwohner

| Erbuch: Einwohnerzahlen von 1829 bis 2014 | Erbuch: Einwohnerzahlen von 1829 bis 2014 | Erbuch: Einwohnerzahlen von 1829 bis 2014 | Erbuch: Einwohnerzahlen von 1829 bis 2014 | Erbuch: Einwohnerzahlen von 1829 bis 2014 |
| --- | ----------------------------------------- | ----------------------------------------- | ----------------------------------------- | ----------------------------------------- |
| Jahr |                                           |                                           |                                           | Einwohner                                 |
| 1829 | 1829                                      |                                           | 70                                        | 70                                        |
| 1834 | 1834                                      |                                           | 65                                        | 65                                        |
| 1840 | 1840                                      |                                           | 81                                        | 81                                        |
| 1846 | 1846                                      |                                           | 84                                        | 84                                        |
| 1852 | 1852                                      |                                           | 86                                        | 86                                        |
| 1858 | 1858                                      |                                           | 84                                        | 84                                        |
| 1864 | 1864                                      |                                           | 88                                        | 88                                        |
| 1871 | 1871                                      |                                           | 76                                        | 76                                        |
| 1875 | 1875                                      |                                           | 70                                        | 70                                        |
| 1885 | 1885                                      |                                           | 62                                        | 62                                        |
| 1895 | 1895                                      |                                           | 56                                        | 56                                        |
| 1905 | 1905                                      |                                           | 56                                        | 56                                        |
| 1910 | 1910                                      |                                           | 58                                        | 58                                        |
| 1925 | 1925                                      |                                           | 62                                        | 62                                        |
| 1939 | 1939                                      |                                           | 47                                        | 47                                        |
| 1946 | 1946                                      |                                           | 82                                        | 82                                        |
| 1950 | 1950                                      |                                           | 70                                        | 70                                        |
| 1956 | 1956                                      |                                           | 63                                        | 63                                        |
| 1961 | 1961                                      |                                           | 52                                        | 52                                        |
| 1967 | 1967                                      |                                           | 68                                        | 68                                        |
| 1970 | 1970                                      |                                           | 68                                        | 68                                        |
| 1980 | 1980                                      |                                           | ?                                         | ?                                         |
| 1990 | 1990                                      |                                           | ?                                         | ?                                         |
| 2000 | 2000                                      |                                           | ?                                         | ?                                         |
| 2011 | 2011                                      |                                           | 120                                       | 120                                       |
| 2014 | 2014                                      |                                           | 141                                       | 141                                       |
| Datenquelle: Historisches Gemeindeverzeichnis für Hessen: Die Bevölkerung der Gemeinden 1834 bis 1967. Wiesbaden: Hessisches Statistisches Landesamt, 1968. Weitere Quellen: LAGIS; Zensus 2011; Stadt Erbach |                                           |                                           |                                           |                                           |

### Einwohnerstruktur 2011
Nach den Erhebungen des Zensus 2011 lebten am Stichtag dem 9. Mai 2011 in Erbuch 120 Einwohner. Darunter waren 12 (10,0 %) Ausländer.
Nach dem Lebensalter waren 24 Einwohner unter 18 Jahren, 54 zwischen 18 und 49, 24 zwischen 50 und 64 und 16 Einwohner waren älter.
Die Einwohner lebten in 51 Haushalten. Davon waren 15 Singlehaushalte, 15 Paare ohne Kinder und 15 Paare mit Kindern, sowie 6 Alleinerziehende und keine Wohngemeinschaften. In 9 Haushalten lebten ausschließlich Senioren und in 36 Haushaltungen lebten keine Senioren.

## Politik
Ortsbeirat
Für die Ortsteile Erbuch und Ernsbach besteht ein gemeinsamer Ortsbezirk (Gebiete der ehemaligen Gemeinde Ernsbach-Erbuch) mit Ortsbeirat und Ortsvorsteher, nach Maßgabe der §§ 81 und 82 HGO und des Kommunalwahlgesetzes in der jeweils gültigen Fassung gebildet. Zu Details siehe Politik Ernsbach.

## Verkehr
Von Dorf-Erbach aus führt die Kreisstraße 43 nach Erbuch und endete hier. Inzwischen scheint die Klassifizierung als Kreisstraße auch die zwei Kilometer lange Fortsetzung nach Südwesten bis zur Einmündung in die Kreisstraße 42 einzubeziehen, die von der Kernstadt über Erlenbach nach Bullau führt. Dieser Straßenzug ist unter dem Straßennamen Ortsstraße der wichtigste Verkehrsweg des Ortes. Daneben gibt es noch folgende von ihr ausgehende Nebenstraßen, aufgezählt im Uhrzeigersinn und im Norden beginnend: Ernsbacher Weg, Schulweg, Talweg, Am Berg und Sandwiese.
Auch wenn es einen Ernsbacher Weg gibt, so ist dieser nicht als überörtliche Straßenverbindung klassifiziert. Die Darstellung in Kartenwerken legt die Qualität einer Forststraße nahe. Über diesen Weg sind die beiden Ortsteile, die zusammen den Ortsbezirk Ernsbach-Erbuch bilden, bei „Tempo 30“ auf 3800 Meter Fahrstrecke in acht Minuten Fahrzeit miteinander verbunden.
Die Buslinie 42 der Odenwald-Regional-Gesellschaft (OREG) stellt den öffentlichen Personennahverkehr sicher.